# Selenomočovina
Selenomočovina je organická sloučenina se vzorcem Se=C(NH2)2, selenový analog močoviny; jedná se o jednu z mála stálých organických sloučenin selenu obsahujících dvojnou vazbu uhlík-selen. Používá se na přípravu selenových heterocyklů. V důsledku své toxicity není příliš podrobně prozkoumána.

## Příprava a výroba
První přípravu selenomočoviny provedl v roce 1884 Auguste Verneuil prostřednictvím reakce selanu s kyanamidem:
H2Se + N≡C-NH2 → Se=C(NH2)2
Tato reakce se používala i v průmyslové výrobě selenomočoviny, byla ale nahrazena jinými postupy (vytvářejícími především substituované selenomočoviny), využívajícími organické isoselenokyanáty a sekundární aminy:
R-N=C=Se + NHR′R″ → Se=C(NHR)(NR′R″)
Další možností je reakce isokyanátů s aminy za přítomnosti volného selenu:
RN≡C + R'2NH + Se → RNH-C(Se)NR'2

## Vlastnosti
Rentgenovou krystalografií při −100 °C byly zjištěny průměrné délky vazeb 186 pm u C=Se a 137 pm u C−N. U úhlů Se−C−N i N−C−N byla zjištěna velikost 120°, odpovídající hybridizaci uhlíků typu sp2. Potvrdila se existence vodíkových vazeb mezi Se a H v krystalové mřížce, předpovězená podle vazeb O−H v krystalech močoviny a S−H v krystalech thiomočoviny.
Zkrácení vazeb N−C a prodloužení vazeb Se=C naznačuje delokalizaci volných elektronových párů aminových skupin; π elektrony vazby Se=C jsou posunuté směrem k atomu selenu, volné páry dusíků ke karbonylovému uhlíku; podobné posuny jsou popsány také u močoviny a thiomočoviny. Při postupu od močoviny přes thiomočovinu k selenomočovině se dvojné vazby stávají více delokalizovanými a prodlužují se, zatímco vazby sigma mezi C a N jsou stále silnější a kratší. U rezonančních struktur převažuje selenolová forma (struktury II, III) více než odpovídající struktury močoviny a thiomočoviny; rozdíl v míře delokalizace volných párů dusíkových atomů je oproti thiomočovině malý (oproti výrazně většímu rozdílu mezi močovinou a thiomočovinou).
Na rozdíl od močoviny a thiomočoviny, které byly obě podrobně zkoumány, bylo vydáno jen několik studií zabývajících se selenomočovinou. Kromě článku odhalujícího. že selonový tautomer (I) je stabilnější, jsou ohledně tautomerizace selenomočoviny dostupné zejména kvalitativní a srovnávací data.
Selony se tautomerizují, podobně jako ketony:

## Reakce
Selenomočovina může vytvářet heterocyklické sloučeniny. Některé selenové heterocykly potlačují záněty a tlumí nádory, mohou ale mít i jiná lékařská využití.
Použití selenomočoviny je nejúčinnějším způsobem přípravy selenových heterocyklů.
Selenomočovina může také, s polokovy a přechodnými kovy, vytvářet komplexy. Její ligandové vlastnosti se připisují dodáváním elektronů aminovými skupinami a takto vznikající stabilizaci vazeb selen–kov. U komplexů selenomočoviny byly zjištěny pouze vazby selen–kov, zatímco močovina a thiomočovina se též navazují skrz atomy dusíku.